# 孤獨搖滾！ (動畫)
《孤獨搖滾！》是CloverWorks制作，由齋藤圭一郎（第1季）和山本（第2季）执导的日本電視動畫，改编自濱路晶创作的同名四格漫画。本作以极度内向但热爱吉他的女中学生后藤一里为主角，讲述其偶然加入“纽带乐队”，与三名性格各异的少女结识并携手完成乐队梦想，最终实现自我成长的故事。
本作第1季共12集，於2022年10月至12月播出。2024年6月7日，本作總集篇劇場版前篇於日本上映，後篇于同年8月9日上映。2025年2月，本作第二季制作决定公布。

## 概要
於《Manga Time Kirara MAX》2021年4月號宣佈改編為電視動畫，同年宣布由動畫公司擔任動畫製作。於2022年10月8日至12月24日播出。
於2022年3月27日在AnimeJapan 2022的Aniplex攤位舉辦舞台活動，出席聲優包括青山吉能、鈴代紗弓、水野朔和長谷川育美。同年9月14日，發表第一部宣傳片。
2023年5月21日，宣布制作总集篇剧场版，会于2024年春季上映。10月14日，宣佈總集篇劇場版將分為前後篇上映，在日本，前篇和後篇分別定於2024年春季和夏季上映。
2025年2月15日，宣布制作動畫第2季。

## 登場角色

### 纽带乐队
- 後藤一里（聲：青山吉能[10]）
- 伊地知虹夏（聲：鈴代紗弓[10]）
- 山田涼（聲：水野朔[10]）
- 喜多郁代（聲：長谷川育美[10]）

### 其他
- 广井菊理（聲：千本木彩花）
- 伊地知星歌（聲：内田真礼）
- 音响师（聲：小岩井小鸟）
- 后藤二里（聲：和多田美咲）

## 主要製作人員名單
|                | 第1季              | 第2季           |
| -------------- | ------------------ | --------------- |
| 原作           | 滨路晶             | 滨路晶          |
| 导演           | 齋藤圭一郎         | [ 11 ]          |
| 副导演         | [ 10 ]             | 待公布          |
| 剧本统筹、剧本 | 吉田惠里香         | 吉田惠里香      |
| 角色设计       | [ 10 ]             | 小田景门        |
| 角色设计       | 不適用             | [ 11 ]          |
| 总作画导演     | [ 10 ]             | 待公布          |
| 演唱会导演     | 川上雄介           | 待公布          |
| 演唱会动画师   | 伊藤优希           | 待公布          |
| 道具设计       | 永木步实           | 待公布          |
| 2D制作         | 梅木葵             | 待公布          |
| 色彩设计       | 横田明日香         | 待公布          |
| 美术导演       | 守安靖尚           | 待公布          |
| 美术设定       | taracod            | 待公布          |
| 摄影导演       | 金森翼             | 待公布          |
| CG导演         | 宫地克明           | 待公布          |
| 演唱会CG导演   | 内田博明           | 待公布          |
| 剪辑           | 平木大輔           | 待公布          |
| 音响导演       | 藤田亚纪子         | 待公布          |
| 音响效果       | 八十正太           | 待公布          |
| 音乐           | 菊谷知树           | 待公布          |
| 音乐制片人     | 山内真治           | 待公布          |
| 音乐导演       | 岡村弦             | 待公布          |
| 音乐制作       | Aniplex            | 待公布          |
| 制片人         | 石川达也、小林宏之 | 待公布          |
| 动画制片人     | 梅原翔太           | 待公布          |
| 制作统筹       | 清水晓             | 待公布          |
| 制作           | CloverWorks        | CloverWorks     |
| 出品           | Aniplex、芳文社    | Aniplex、芳文社 |

## 主題曲
以下團結Band的歌曲如無特別註明，實際演唱者均為聲演喜多郁代一角的長谷川育美。
片頭曲
青春情結
作詞：樋口愛，作曲：音羽-otoha-，編曲：三井律郎，主唱：團結Band
第8話、第12話未使用。
片尾曲
Distortion!!（第1話—第3話）
作詞、作曲：谷口鮪（KANA-BOON），編曲：三井律郎，主唱：團結Band
Karakara（第4話—第7話）
作詞、作曲：，編曲：三井律郎，主唱：團結Band
實際演唱者為聲演山田涼一角的水野朔。
哪裡錯了（第8話—第11話）
作詞、作曲：北澤佑扶，編曲：三井律郎，主唱：團結Band
實際演唱者為聲演伊地知虹夏一角的鈴代紗弓。
滾動的岩石，清晨降臨到你身邊（第12話）
作詞、作曲：後藤正文，編曲：三井律郎，主唱：團結Band
實際演唱者為聲演後藤一里一角的青山吉能。为亞細亞功夫世代歌曲的重新编曲翻唱。
劇中曲
吉他與孤獨與藍色星球（第5話、第8話）
作詞：ZAQ，作曲：音羽-otoha-，編曲：akkin，主唱：團結Band
那個樂團（第6話、第8話）
作詞：樋口愛，作曲：草野華余子，編曲：三井律郎，主唱：團結Band
第6話為纯音乐。
幽靈唯我一人（第10話）
作詞：西田圭稀，作曲：安谷屋光生，編曲：akkin，主唱：SICK HACK
實際演唱者為聲演廣井菊理一角的千本木彩花。
才不會忘掉（第12話）
作詞：ZAQ，作曲：吉岡大地，編曲：三井律郎，主唱：團結Band
若能化作星座（第12話）
作詞：樋口愛，作曲：內藤英雅，編曲：三井律郎，主唱：團結Band

## 劇集列表
| 第1季 |               |                    |                    |                                     |                |
| 1 | （）          | 齋藤圭一郎         | 齋藤圭一郎         |                                     | 2022年10月8日  |
| 後藤一里是個性內向、沒有朋友的女中學生，她在電視上看到受訪的搖滾樂團，便決定開始彈吉他，並認為這會讓她交到朋友。可惜三年過後，她仍然孤獨一人，不過她以「吉他英雄」為名上傳至影片分享網站的彈奏影片都獲得不錯的迴響。升高中後她試著努力社交，「團結Band」成員伊地知虹夏請她暫時代替演出前突然退團的吉他手。一里隨她來到Live House「STARRY」，並認識樂團貝斯手山田涼。儘管現場演奏的表現不佳，但一里很高興兩人給了她「小孤獨」的綽號，而且兩人還是「吉他英雄」的粉絲（儘管他們不知道一里就是吉他英雄），然而，耗盡社交能量的一里在演出結束後便匆匆回家了。 |               |                    |                    |                                     |                |
| 2 | 明天見 （）   | 齋藤圭一郎         | 藤原佳幸           | 助川裕彦                            | 2022年10月15日 |
| 在團結Band初次聚會中，一里對聊天深感壓力，虹夏提到樂團欠缺主唱和經費，必須尋找人才和打工籌錢。儘管一里對工作極度抗拒，但不擅社交的她無法拒絕虹夏和涼的提議，便和她們一起在STARRY打工。打工第一天，一里努力地熟悉環境，並在點餐區負責供應飲料。虹夏和涼激勵一里繼續加油，在她旁聽了其他樂團的演奏後，下定決心改變自己，並首次能夠正眼看著客人。 |               |                    |                    |                                     |                |
| 3 | （）          |                    |                    | 中村颯                              | 2022年10月22日 |
| 午饭时间，在校內独自一人吃饭的一里意外听到同學喜多郁代跟朋友谈乐团话题，便在下课时找她，计划把她拉入纽带乐队，但以失敗告终。伤心的一里弹起吉他，吸引了郁代。面对一里的请求，郁代拒绝後坦诚自己因不会弹吉他，而從樂團临阵脱逃，並请一里当自己的吉他老师。一里带郁代到STARRY，途中遇見虹夏和涼，一里才知道郁代就是纽带乐队的“落跑吉他手”。郁代協助STARRY的店務作為賠罪，並在一里的开导及虹夏和涼的勸說下重新加入纽带乐队，同时向一里學習吉他。 |               |                    |                    |                                     |                |
| 4 | （）          | 刈谷暢秀           | 刈谷暢秀           | 、                                  | 2022年10月29日 |
| 團結Band全员在STARRY聚會，虹夏和乐队成员讨论“如何更像个乐团”，同时告知一里负责作词。一里苦思冥想，但一筹莫展。此时虹夏邀请全员集合，拍摄形象照，以彰显乐团气息。形象照拍完后，一里去向凉请教作词。凉提起她曾因以前待的乐队曲风失去个性而退团的事，并提醒一里作词要注重个性。最终，一里注重个性作出来的词获得了團結Band成员的认可。 |               |                    |                    |                                     |                |
| 5 | （）          | 川上雄介           | 川上雄介           | 高橋沙妃                            | 2022年11月5日  |
| 為了爭取在STARRY上台演出，團結Band必須有所成長，以達到STARRY店長，即虹夏的姊姊星歌的標準。儘管一里做了許多努力，並仍然對何謂成長感到困惑，但她確信自己的目標，就是讓團結Band的四位成員大紅大紫。試鏡當天，團結Band演出歌曲吉他與孤獨與藍色星球，雖然星歌認為她們尚待琢磨，但還是同意讓她們上台。之後，團結Band緊接著面臨售票的挑戰。 |               |                    |                    |                                     |                |
| 6 | 八景 （）     | 藤原佳幸、川上雄介 | 藤原佳幸、川上雄介 | 、富田真理                          | 2022年11月12日 |
| 團結Band的每位團員需賣出五張票，一里之外的成員都迅速達標。深感壓力的一里將兩張票賣給父母後，在街上被爛醉如泥的貝斯手廣井菊理纏上，並和她一起在金澤八景進行街頭表演以藉機售票。在廣井的引導下，街頭表演順利結束，也順利賣出兩張票，而廣井買下最後一張票。 |               |                    |                    |                                     |                |
| 7 | （）          |                    | 篠原啟輔           | 、Park Se Young、石田一將、川妻智美 | 2022年11月19日 |
| 時序入夏，郁代和虹夏到一里家中討論如何設計表演時所穿的T恤，一里的家人迅速和兩人打成一片，並對一里首次交到朋友感到雀躍。郁代和一里提出的T恤設計方案都不尽人意，最後眾人採用虹夏的提案，並完成了T恤。為了防止可能來臨的颱風，團結Band製作了晴天娃娃，但演出當天颱風依然到来。 |               |                    |                    |                                     |                |
| 8 | 孤獨搖滾 （） | 齋藤圭一郎         | 濑尾健、川上雄介   | 、Franziska van Wulfen、TOMATO      | 2022年11月26日 |
| 因台风到来，看LIVE的观众大减。團結Band演出歌曲吉他與孤獨與藍色星球時也失误频出，表現远不如彩排。此时，一里进行了一段吉他獨奏，旋即，團結Band演出歌曲那个乐队，挽救了局面。演出结束後，團結Band和星歌等人到居酒屋庆祝。期间，一里与虹夏谈心，虹夏向一里透露，自己知道一里就是“吉他英雄”，并分享了自己的儿时经历，称自己的梦想就是让團結Band变成当红乐队，让STARRY更有名，一里也分享了自己的梦想。虹夏希望以后能多见识一里的“孤独摇滚”。 |               |                    |                    |                                     |                |
| 9 | （）          | 平峯義大           | 平峯義大           | 伊藤弘樹                            | 2022年12月3日  |
| 暑假中，一里每天都期待着和團員一起出遊，卻一直無法鼓起勇氣提出邀約。到了暑假最後一天，團員們發現原來整個暑假中，都沒人約過一里出外遊玩，便決定帶她到江之島遊玩。眾人在當地品嘗章魚仙貝、拍攝團體照、搭電扶梯登上江島神社、觀賞海景，最後向辯才天祈求樂團能大紅大紫。在暑假結束後，秀华高中的文化祭緊接而來。 |               |                    |                    |                                     |                |
| 10 | （）          | 川上雄介           | 川上雄介           | 、、高橋沙妃、                      | 2022年12月10日 |
| 一里的班級打算在文化祭中開設女僕咖啡廳，渴望受歡迎的一里也猶豫是否要團結Band在文化祭中演出，團結Band其它成員知情後都有意嘗試，郁代更在一里不知情的情况下直接送出報名表，将她吓倒。廣井邀請團結Band成員觀看自己所屬樂團SICK HACK的演出，一里深受SICK HACK的表演吸引，卻也認為自己相形見絀，在廣井鼓勵她後，一里決心在文化祭演出。在規劃好歌單後，郁代就擅自交出報名表一事向一里道歉，一里向她道謝，並表示已經開始期待演出，但文化祭當日，一里卻下落不明。                                                                                                 |               |                    |                    |                                     |                |
| 11 | （）          |                    |                    | 助川裕彦                            | 2022年12月17日 |
| 文化祭首日，一里換上女僕裝後便落荒而逃，並注意到自己因為十分忙碌，已經有段時間沒更新影片頻道。樂團其它成員把一里帶回教室後，也幫一里的同學待客，順帶募集到隔日的觀眾。文化祭第二日，團結Band登台並即將演出。 |               |                    |                    |                                     |                |
| 12 | （）          | 齋藤圭一郎         | 齋藤圭一郎         |                                     | 2022年12月24日 |
| 團結Band演出第一首歌曲才不會忘掉後，郁代介紹了各位團員，並演出第二首歌曲若能化為星座。然而演奏期間，一里的吉他第一弦突然斷裂，第二弦也走音且其弦鈕卡死，郁代緊急幫她帶過獨奏，而一里也即興使用滑音管吉他撐過演奏。觀眾對一里臨危不亂的態度拍手叫好，郁代拱著她發言，但緊張過度的一里不知所措，試圖進行人群衝浪卻直接跌落舞台，使演出意外中止。在与一里的交谈后，郁代决定更加努力，成为一里的靠山。一里就弄壞吉他一事向父親道歉，並得知自己的影音頻道藉著廣告賺進30萬日元，她便和團員一起購買自己的新吉他。次日，一里早上就揹起新吉他，出門去打工。       |               |                    |                    |                                     |                |

## 播映平台
日本深夜動畫：下文記載的日本国内播放時間使用日本標準時間（UTC+9）表示。因為部分時間标识會採用30小时制，因此請留意这类超过24:00的时间，其實際播放時間為翌日清晨。
| 播放日期                | 播放時間（UTC+9）  | 播放電視台  | 播放地區   | 備註     |
| ----------------------- | ------------------ | ----------- | ---------- | -------- |
| 2022年10月8日—12月24日  | 星期六 24:00—24:30 | TOKYO MX    | 東京都     |          |
| 2022年10月8日—12月24日  | 星期六 24:00—24:30 | 栃木电视台  | 栃木县     |          |
| 2022年10月8日—12月24日  | 星期六 24:00—24:30 | 群馬電視台  | 群馬縣     |          |
| 2022年10月8日—12月24日  | 星期六 24:00—24:30 | BS11        | 日本全國   | 衛星廣播 |
| 2022年10月8日—12月24日  | 星期六 25:28—25:58 | MRT宫崎放送 | 宫崎县     | [ 註 4 ] |
| 2022年10月8日—12月24日  | 星期六 27:08—27:38 | MBS         | 近畿广域圈 |          |
| 2022年10月10日—12月26日 | 星期一 22:30—23:00 | AT-X        | 日本全國   | 衛星廣播 |
| 2022年10月13日—12月29日 | 星期四 27:00—27:30 | RKB每日放送 | 福冈县     |          |

| 播映地區         | 播映平台                                                         | 播映日期                     | 播映時間              | 備註          |
| ---------------- | ---------------------------------------------------------------- | ---------------------------- | --------------------- | ------------- |
| 臺灣             | 巴哈姆特動畫瘋、KKTV friDay影音、MyVideo Hami Video、中華電信MOD | 2022年10月9日—12月25日       | 星期日 00:30（UTC+8） | [ 21 ]        |
| 東南亞           | Aniplus Asia、嗶哩嗶哩                                           | 2022年10月9日—12月25日       | 星期日 00:30（UTC+8） | [ 22 ] [ 23 ] |
| 中國大陸         | 嗶哩嗶哩                                                         | 2022年10月30日—2023年1月15日 | 星期日 00:30（UTC+8） | [ 24 ]        |
| 香港、澳門、台灣 | 愛奇藝                                                           | 2022年11月27日—12月25日      | 星期日 00:30（UTC+8） | 自第8集起上架 |
| Netflix 服務地區 | Netflix 服務地區                                                 | 2023年7月15日                | 全集上架              | [ 26 ]        |
| 香港             | Viu OTT                                                          | 2023年8月18日                | 全集上架              |               |
| 香港             | Viu頻道自選服務(now E)                                           | 2023年8月18日                | 全集上架              |               |
| 香港             | Viu頻道自選服務(now TV)                                          | 2023年8月25日                | 全集上架              |               |
| 台湾             | 台湾台语动画网                                                   | 2024年11月1日                | 全集上架              | 闽南语配音    |
| 台湾             | Animax                                                           | 2025年8月7日                 | 星期四 20:30          | 有線電視      |

## 總集篇劇場版
2024年6月7日，總集篇劇場版前篇《劇場總集篇 孤獨搖滾！Re:》於日本上映。同年8月9日後篇《劇場總集篇 孤獨搖滾！Re:Re:》也預定上映。
儘管前篇相較於主流作品只有在日本國內的132家電影院上映，雖然是合輯而非完全新作的總集篇，但自6月7日起至9日的週末三天內，累計觀影人次達到14萬113人，累計票房達到2億1847萬888日圓，在週末票房及觀影人次排行中取得第一名。

### 製作人員
- 原作：滨路晶
- 導演：齋藤圭一郎
- 劇本統籌、劇本：吉田惠里香
- 角色設計、總作畫監督：
- 副導演：
- LIVE導演：川上雄介
- LIVE動畫師：伊藤優希
- 道具設計：永木步美
- 2D製作：梅木葵
- 色彩设计：横田明日香
- 美術監督：守安靖尚
- 美術設定：taracod
- 攝影監督：
- CG導演：宫地克明
- LIVE CG導演：內田博明
- 編輯：平木大輔
- 音樂：菊谷知樹
- 音響監督：藤田亚纪子
- 音響效果：八十正太
- 動畫製作：CloverWorks
- 發行：Aniplex
- 製作：芳文社、Aniplex[29]

### 主題曲、插入曲
以下歌曲由團結Band擔任演奏。如无註明，除了主唱為聲演後藤一里的青山吉能，其餘歌曲主唱皆為聲演喜多郁代的長谷川育美，編曲皆為三井律郎。
前篇
平凡亦熠
片頭曲。作詞是樋口愛，作曲是音羽-otoha-。
此刻、我身处、地面之下
片尾曲。作詞、作曲是北澤佑扶。
孤独东京
插入曲。作詞是樋口愛，作曲是永井正道。
秘密基地
插入曲。作詞是ZAQ，作曲是吉岡大地。

後篇
另一个我
片頭曲。作詞是樋口愛，作曲是飛內將大。

片尾曲。作詞後藤正文，作曲是後藤正文、山田貴洋。
小小的海
插入曲。作詞、作曲是音羽-otoha-。
不会唱情歌
插入曲。作詞是塚田耕平，作曲是ZAQ。
蔚蓝春日与西暮余霞
插入曲。作詞是樋口愛，作曲是南田健吾。

## 周邊

### DVD/BD
| 卷    | 發售日         | 收錄集數      | 規格編號      | 規格編號      |
| 卷    | 發售日         | 收錄集數      | BD限定版      | DVD限定版     |
| 第1季 | 第1季          | 第1季         | 第1季         | 第1季         |
| ----- | -------------- | ------------- | ------------- | ------------- |
| 1     | 2022年12月28日 | 第1話—第2話   | ANZX-16341/2  | ANZB-16341/2  |
| 2     | 2023年1月25日  | 第3話—第4話   | ANZX-16343/4  | ANZB-16343/4  |
| 3     | 2023年2月22日  | 第5話—第6話   | ANZX-16345/6  | ANZB-16345/6  |
| 4     | 2023年3月22日  | 第7話—第8話   | ANZX-16347/8  | ANZB-16347/8  |
| 5     | 2023年4月26日  | 第9話—第10話  | ANZX-16349/50 | ANZB-16349/50 |
| 6     | 2023年5月24日  | 第11話—第12話 | ANZX-16351/2  | ANZB-16351/2  |

### 音樂

#### 單曲及数位单曲
| 發售日         | 標題                         | 規格編號   | 備註 |
| -------------- | ---------------------------- | ---------- | --- |
| 2022年10月12日 | 青春情結                     | SVWC-70594 | 片頭曲青春情結與B面曲孤独东京（）及这两首歌的伴奏版（共4首）收錄其中。其中片頭曲青春情結10月9日提前于网络提供下载。 |
| 2022年10月9日  | Distortion!!                 | 不適用     | 第1話到第3話的片尾曲。此外，此曲（含）以下僅為數位音樂下載，所以無編號。                                            |
| 2022年10月30日 | Karakara                     | 不適用     | 第4話到第7話片尾曲                                                                                                  |
| 2022年11月6日  | 吉他與孤獨與藍色星球         | 不適用     | 第5話插曲 |
| 2022年11月27日 | 那個樂團                     | 不適用     | 第8話插曲 |
| 2022年11月27日 | 哪裡錯了                     | 不適用     | 第8話到第11話的片尾曲                                                                                               |
| 2022年12月25日 | 滾動的岩石，清晨降臨到你身邊 | 不適用     | 第12話片尾曲 |
| 2022年12月25日 | 才不會忘掉                   | 不適用     | 第12話插曲 |
| 2022年12月25日 | 若能化為星座                 | 不適用     | 第12話插曲 |
| 2023年5月24日  | 向光（）                     | SVWC-70620 | A面曲向光與B面曲蔚蓝春日与西暮余霞（）及这两首歌的伴奏版（共4首）收錄其中。5月22日提前于网络提供下载。              |

#### 專輯
| 發售日         | 標題     | 規格編號   | 備註 |
| -------------- | -------- | ---------- | --- |
| 2022年12月28日 | 團結Band | SVWC-70613 | 於2022年12月25日开始提供网络先行下载，实体专辑则于2022年12月28日发售。 內容物包括1張CD和1張Blu-ray。 CD包含14首歌曲，BD包含未署名的OP和ED影片。之後還上傳規格高於CD的高解析度音訊（48kHz/24bit）。 |

### 現場活動
- 《孤独摇滚！》特别活动：我們是孤独摇滚！。（ぼっち・ざ・ろっく！です。，日本Hulic Hall东京，2023年4月23日）[42]
- 纽带乐队LIVE -恒星-（結束バンドLIVE-恒星-，日本Zepp Haneda，2023年5月21日）[43]
- 團結Band ZEPP TOUR 2024 “We will”(結束バンド ZEPP TOUR 2024 “We will”，2024年9月8日~2024年12月22日)
- 團結Band TOUR“We will B”(結束バンド TOUR“We will B”，2025年2月15日)

## 迴响

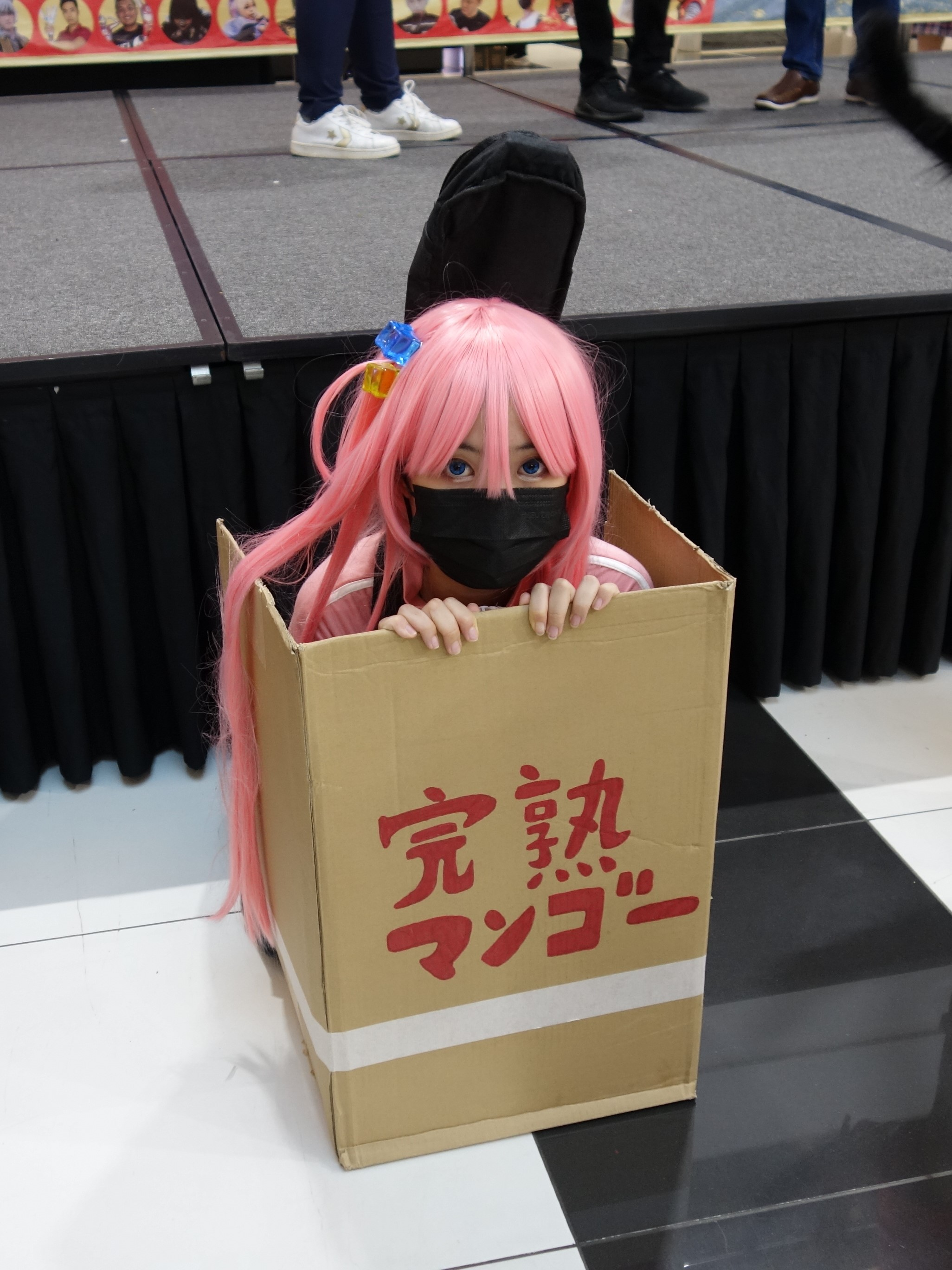
马来西亚一个漫展上的后藤一里角色扮演者

在第5話播出後，受到日本網上好評，海外多個評論網站亦給予好評。插曲結他與孤獨與藍色星球在iTunes動畫歌曲排行榜上獲得首位，片頭曲和片尾曲都打進頭十。有網民將本作跟同屬《Manga Time Kirara》連載作品的《K-ON！輕音部》一起討論，形容本作是令和版的《K-ON！輕音部》。《朝日新闻》記者河村能宏则称虽然这部动画为萌系作品，充满喜剧要素，但“摇滚爱”在这部动画中随处可见。亚细亚功夫世代乐队主唱后藤正文在他公开发表的日记裡称，《孤独摇滚！》的一大成就是“将所谓摇滚从某种不良性中解放”。而作品动画歌曲专辑《團結Band》自2022年12月28日发售以来，截至2023年1月1日，实体专辑已售出约7.3万张，同时登顶日本公告牌与Oricon的音乐专辑销售周榜。动画也带动了乐器销量，到乐器店咨询并购买吉他的人数大幅增加，而动画中主人公所使用的乐器型号更是持续脱销。动画播出后，原作漫画单行本累计发行量于2022年12月突破100万本，并于2023年3月突破200万本，2024年1月，單行本累計銷量超過300萬冊。同时，动画还带动了下北泽的圣地巡礼热潮，官方因此两度发出警告要求圣地巡礼者应遵守规定。
迷诚品编辑评价称，《孤独摇滚！》“有些厌世却不失温暖”，“以围绕高中生日常为主题的音乐故事作为包装，揭露大多数人的心理状态”。《Vista看天下》则认为，《孤独摇滚！》有意探寻社恐人士与他人交往的渴望，“影射了当代年轻人的真实痛点”，它作为一部“聚焦当下时代情绪的作品，会在未来成为一代人心中新的经典”。
《孤独摇滚！》在欧美也广受好评。IGN给《孤独摇滚！》滿分10分打出了9分的高分，认为“主题丰富、内容幽默、感情真挚、视觉绚丽”。而内幕网与《纽约》杂志均将其列入各自的“2022年最佳动画”名单中。在由美国动漫网站Anime Trending举办的第九届ATA大奖上，《孤独摇滚！》囊括最佳日常动画、最佳喜剧动画、最佳音乐动画、最佳单集分镜演出、最佳OST、最佳改编剧本、最佳配音、年度动画共八项大奖，为历届最多。

## 图集

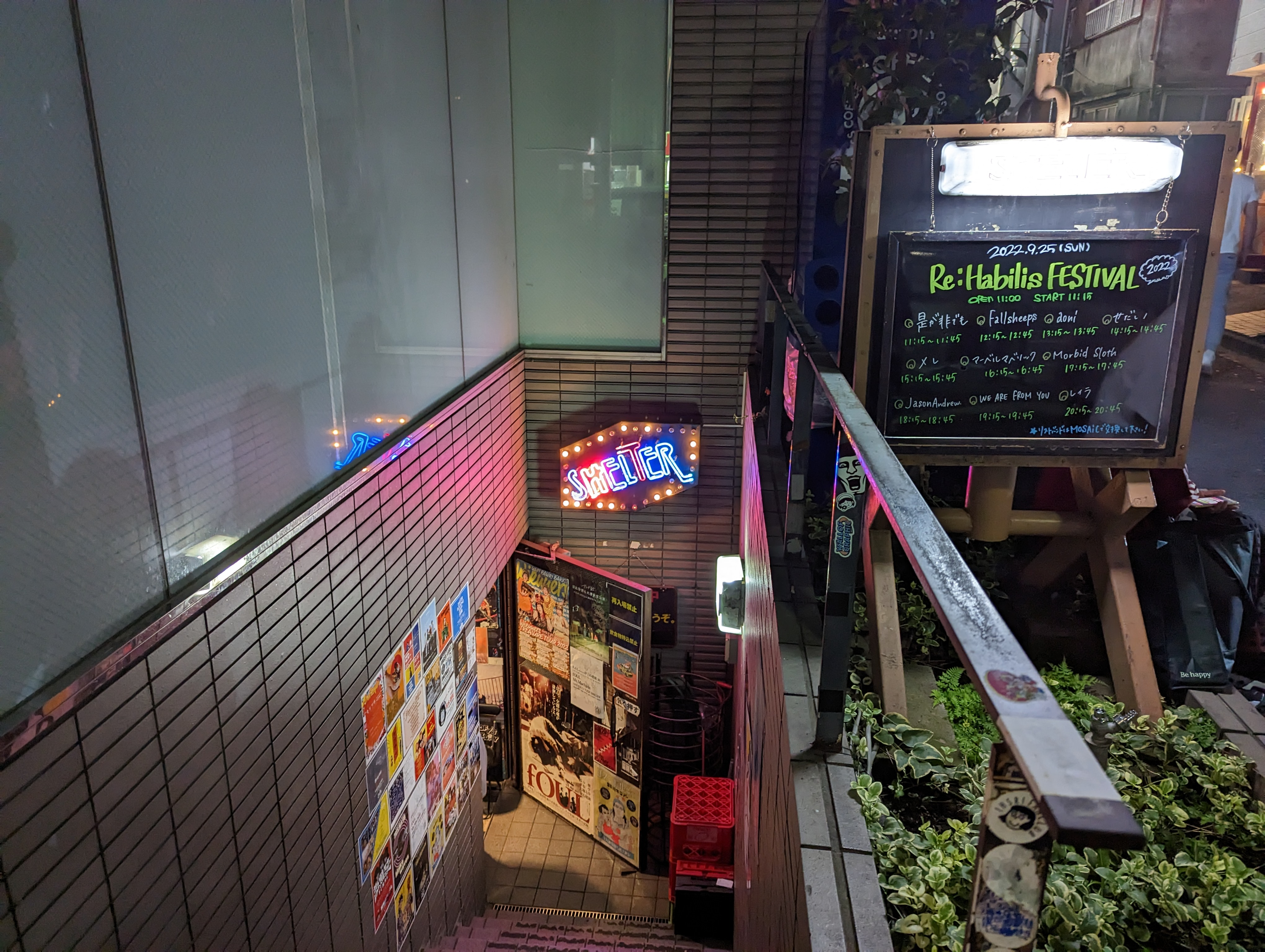
Live House“STARRY”的创作原型“SHELTER”
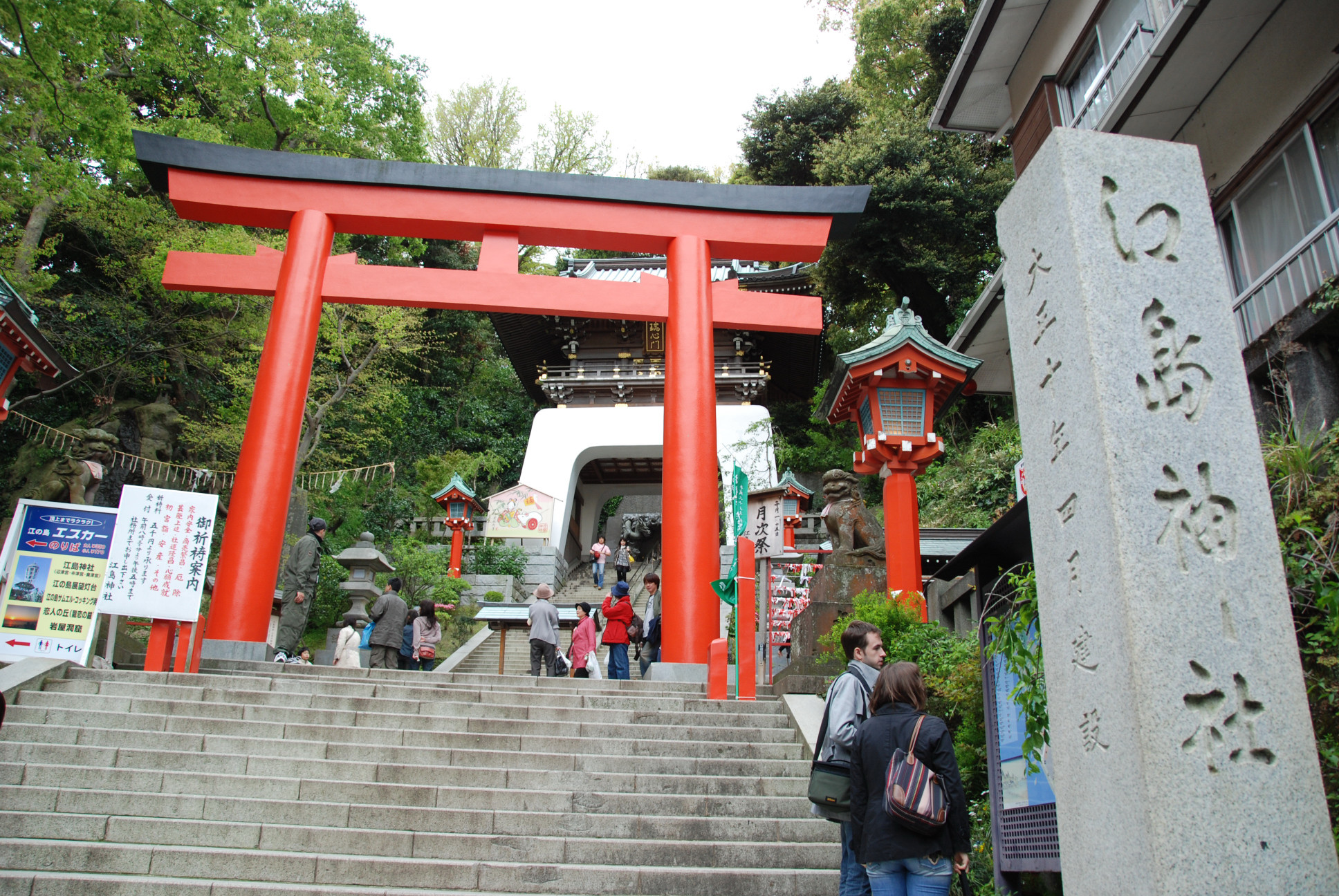
動畫第9集中的江岛神社，其左通向江之岛电扶梯

## 外部連結
- 電視動畫官方網站（日語）
- 電視動畫的X（前Twitter）（日語）
- 電視動畫的Instagram帳戶（日語）